# Afschar (Teppich)

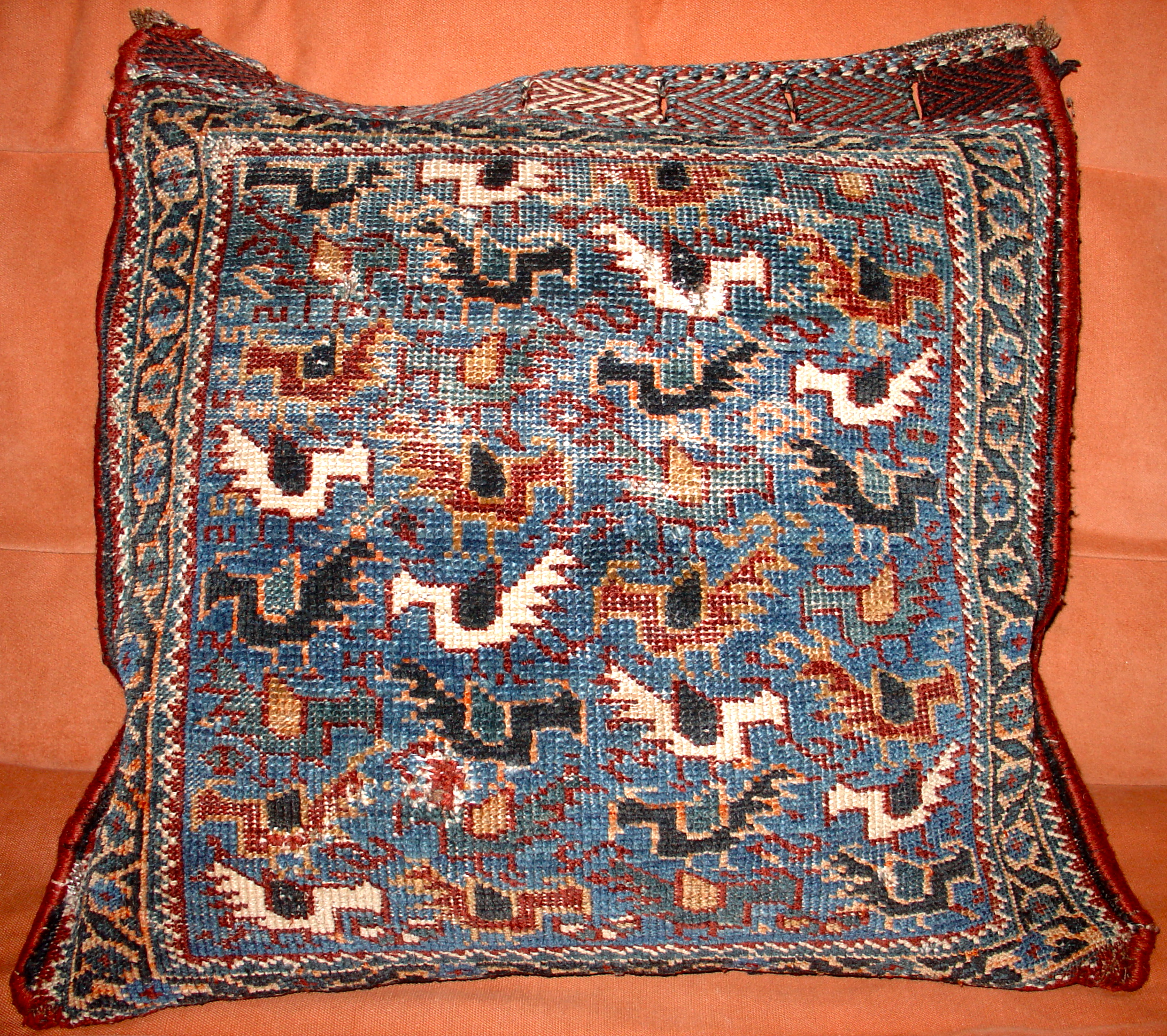
Afschar-Tasche

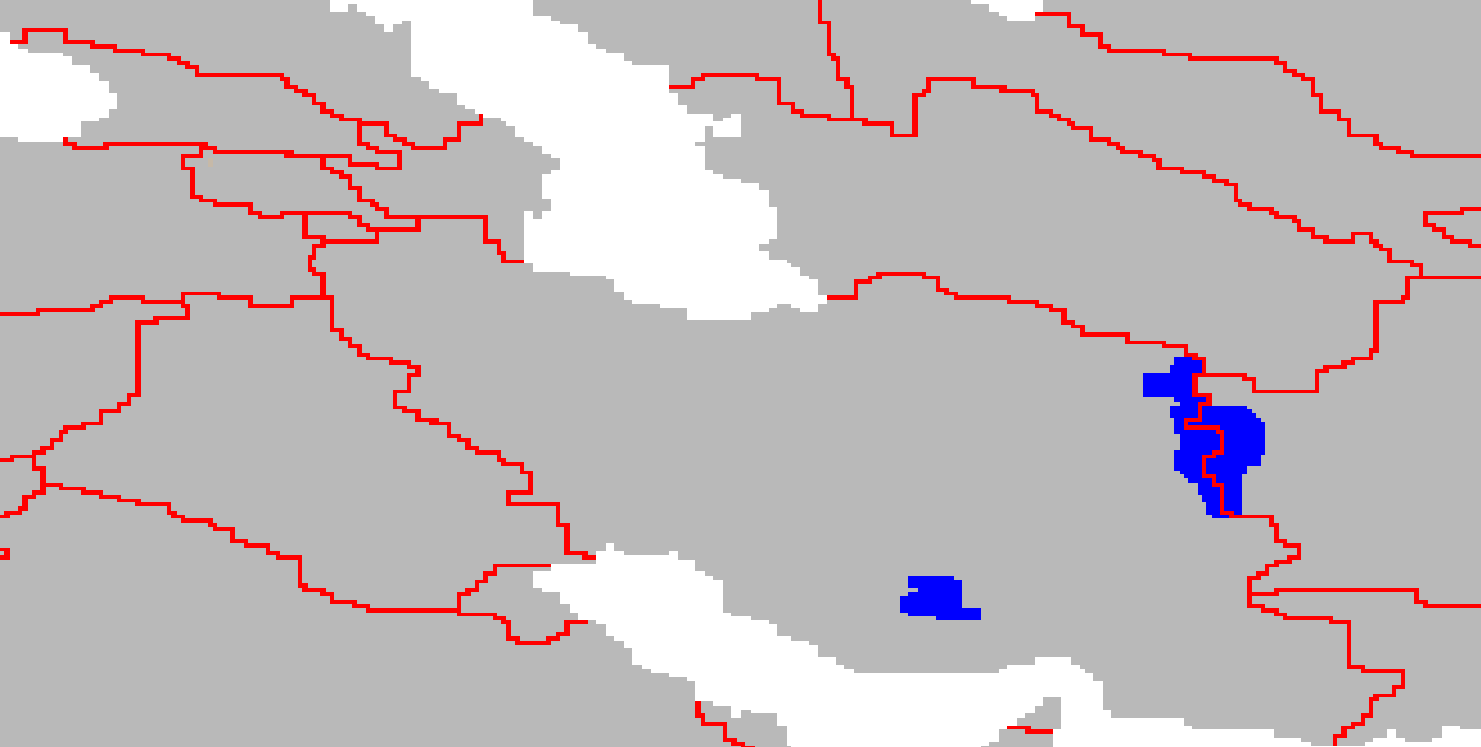
Die Siedlungsgebiete der Afschar

Der Afschar (persisch افشار), auch Sirdjan genannt, ist eine Orientteppichart, die auf den turkstämmigen Stamm der Afschar (Oghusen) im äußersten Osten Irans im Grenzgebiet zu Afghanistan und insbesondere heute – kraft zwangsweiser Umsiedlung – im südpersischen Raum zwischen Schiras und Kerman zurückgeht.

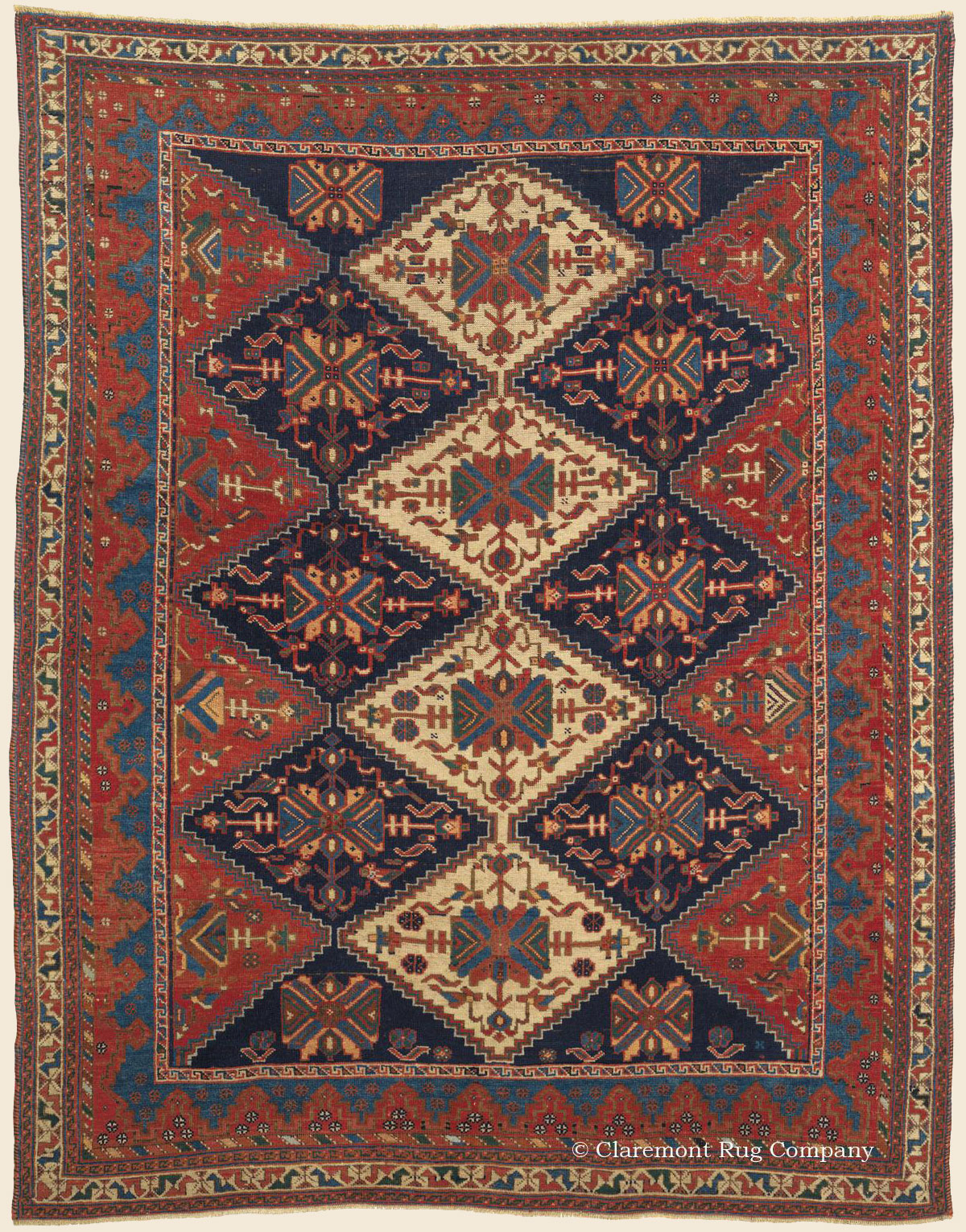
Afschar aus dem 19. Jahrhundert

Die viehzüchtenden Sippen der heute sesshaften, einst aber nomadischen Afschari knüpfen vorwiegend Brücken (kleine bis mittelgroße, meist recht wertvolle Teppiche) und kleine, dicke Teppiche mit wollenem Grundgewebe. 
Die Muster sind regelmäßig geometrisch und großzügig gestaltet. Der Grund ist oft rot, die Motive sind dunkel gehalten und bunt, sowie gruppierend angeordnet. Afschari-Erzeugnisse haben einen hohen Flor und werden aus glänzender Wolle gefertigt. Meist weisen sie annähernd quadratische Formen auf. Die Schmalseiten zeigen bei alten Exemplaren häufig prächtige Abschlüsse, geknüpft oder gewirkt, die in losen Kettfadenfransen enden. Die Längsseiten (Schiraseh) sind oft mehrfarbig mit Wolle rund umwickelt. Die Knotendichte liegt bei etwa 160.000 türkische Knoten pro m².
Die Afschar-Sippen stehen im Ruf über den reichhaltigsten Musterkatalog des gesamten Orients zu verfügen. Ihre Erzeugnisse aus frühen Perioden tragen noch deutlich rudimentär erhaltene Muster der Türkvölker Asiens, so der Seldschuken und der nordwestpersischen Sippen Aserbaidschans.
Unterschieden werden: Afschari-Niris-, Afschari-Saidabad- und Afschari-Schiras-Teppiche.